# LeRoy Pope
LeRoy Pope oder Leroy Pope (* 30. Januar 1765 in Northumberland County, Colony of Virginia; † 17. Juni 1844 in Huntsville, Madison County, Alabama) war ein prominenter US-amerikanischer Plantagenbesitzer, Rechtsanwalt und ein Siedler von Madison County, Alabama. Er erwarb viel von dem Land, auf dem heute die Innenstadt von Huntsville, Alabama steht. Ferner ist seine Rolle in der Bildung und dem frühen Wachstum dieser Stadt zu erwähnen, die dazu führte, dass man ihn den „Vater von Huntsville“ genannt hatte.

## Frühe Jahre
Leroy Pope, Sohn von LeRoy Pope, Sr. und Elizabeth Mitchell, wurde am 30. Januar 1765 in Northumberland County, Virginia geboren. Dort besuchte er die Schule, bevor er dann mit seinen Eltern nach Amherst County, Virginia umzog. Es wird ihm nachgesagt, dass er während des Amerikanischen Unabhängigkeitskriegs diente, sowie dass er bei der Belagerung und der Schlacht um Yorktown dabei war, jedoch existiert kein offiziellen Dokumente über seine Dienstzeit.

## Der Süden
1790 zog Pope mit seinen Freunden und Verwandten nach Petersburg, in  Elbert County, Georgia, wo er ein Besitzer einer Tabakplantage war. 1809 gehörte er zu der ersten Welle wohlhabender Siedler von Madison County in Mississippi-Territorium (heute Alabama). Dort erwarb er einen großen Teil des Landes, welche die in hohem Maße gesuchte „Big Spring“ einschloss, wo schon der Pionier John Hunt 1805 gesiedelt hatte. Hunt, wie viele andere illegale Siedler (eng. Squatter) konnte es sich nicht leisten sein Land zu erwerben.
Pope war mit seiner Petition an das territoriale Parlament erfolgreich, sein Land für die Lage von Madison County's Regierungssitz auszuwählen. Er nannte die neue Stadt Twickenham nach dem Haus in England von seinem entfernten Angehörigen Alexander Pope, jedoch wurde die Stadt 1811 zu Ehren von dem Pionier Hunt in Huntsville umbenannt.
LeRoy Pope's Herrenhaus, Poplar Grove genannt, wurde 1814 erbaut, rechtzeitig um General Andrew Jackson bei seiner Rückkehr nach Hause von der Schlacht am Horseshoe Bend zu bewirten. Es war eine von den frühesten Ziegelsteinbauten in Alabama und stellt eine von den markanten Wahrzeichen in Huntsville oberhalb Echols Hill im Twickenham Historic District.

## Politische Karriere
Pope war ein wohlhabender und erfolgreicher Plantagenbesitzer. Ferner beteiligte er sich aktiv in der frühen Regierung und der Gemeindeleitung von Huntsville und Madison County. Des Weiteren hatte er den Vorsitz als oberster Richter (Chief Justice) des ersten Bezirksgerichts und zählte zu den Begründern der ersten Episkopalkirche in Huntsville, gegründet 1830. Ferner ernannte ihn das Parlament zum Kommissar für die Planters' and Merchants' Bank von Huntsville, Alabama's erste Banken Kapitalgesellschaft und für die Indian Creek Navigation Company.
LeRoy Pope verstarb am 17. Juni 1844 in Huntsville, Madison County, Alabama. Er wurde auf dem Maple Hill Cemetery in Huntsville, Alabama beigesetzt.

## Familie
Er war mit Judith Sale, Tochter von Cornelius Sale und Jane Dawson, aus Amherst County, Virginia verheiratet. Seine Tochter Matilda Pope heiratete John Williams Walker, der Alabama's erster US-Senator wurde und war die Mutter von LeRoy Pope Walker, dem ersten Kriegsminister der konföderierten Staaten von Amerika; Percy Walker, Abgeordneter im US-Kongress und einigen anderen Kindern. Eine andere Tochter, Maria Pope, heiratete Thomas George Percy, Sr., und war die Ahnin solcher Personen wie dem US-Senator Charles H. Percy aus Illinois, dem US-Senator LeRoy Percy aus Mississippi, dem Dichter William Alexander Percy und dem Autor Walker Percy.